# Mount Hubel
Mount Hubel är ett berg i Antarktis. Det ligger i Östantarktis. Nya Zeeland gör anspråk på området. Toppen på Mount Hubel är 1 608 meter över havet, eller 207 meter över den omgivande terrängen. Bredden vid basen är 2,1 km.
Terrängen runt Mount Hubel är huvudsakligen kuperad, men åt nordväst är den bergig. Trakten är obefolkad. Det finns inga samhällen i närheten.